# Zoloto
Владимир Андреевич Золотухин (род. 12 октября 1990, Кант, Киргизская ССР, СССР), более известен под сценическим псевдонимом Zoloto — музыкант, автор-исполнитель, рок- и поп-певец из Казахстана.

## Биография
Владимир Золотухин родился 12 октября 1990 года в городе Кант, Киргизская ССР, однако вырос в Алматы, Казахстан. Стал интересоваться музыкой ещё в раннем детстве. В возрасте 8 лет поступил в музыкальную школу. Параллельно с музыкой занимался спортом, был участником алматинской юношеской хоккейной команды.
В 2009 году начал профессиональную карьеру музыканта, основав рок-группу Cardio Beat и став её солистом.
С 2010 года проживает в Москве. Посещал Российский государственный гуманитарный университет.
В 2015 году совместно с коллективом принял участие в проекте «Главная сцена». Позже начал сольную карьеру под псевдонимом Zoloto.
В январе 2018 года выпустил дебютный альбом под названием «Не переживай».
22 марта 2019 года вышел клип на песню «Останемся здесь», которая была исполнена в акустической версии и вошла в будущий альбом. В апреле 2019 года в свет вышел альбом получивший название «8 месяцев в Вегасе» в который вошли 7 треков. На песню «Улицы ждали» был выпущен клип, автором сценария и режиссёром которого стала Александра Чухненко. Песню «Пока» позже процитировала в своей композиции «Ты мне говоришь пока» известная литпоп-исполнительница Катя Павлова (группа «Обе две»). В этом же году принял участие в фестивале «Chess & Jazz».
В 2021 году выпустил песню и клип «Я ненавижу свет», которые стали частью трибьют-альбома «Сохрани мою речь навсегда» на стихи Осипа Мандельштама, записанного к 130-летию поэта.
В 2022 году выпустил live-альбом под названием «Live at Moscow 2021», который был записан на концерте в Москве в 2021 году. В альбоме собраны песни разных периодов творчества Владимира Золотухина.

## Отзывы и критика
Рецензируя альбом «8 месяцев в Вегасе», Борис Барабанов отметил, что: «Золотухин нашел перспективную формулу поп-музыки для взрослых: щемящий гитарный перебор, сдержанный бит, мелодические ходы, напоминающие одновременно „Братьев Грим“, „Бумбокс“, Леонида Агутина и Сергея Сироткина. В одной и той же песне могут зацепить несочетаемые, казалось бы, вещи». Например, в песне «Тянет» — аккуратные струнные, напористая электрогитара и стихи Андрея Губина. И в следующей вещи «Последний снег» — труба в духе Криса Ботти и рэп «Масла чёрного тмина». Золотухин интересен тем, что ни на кого не похож, не старается понравиться каждую секунду и в целом не бесит. Самое сильное впечатление из всего, что вышло на русском языке за первые четыре месяца этого года..

## Дискография

### Альбомы
| Год  | Название              | Подробнее                                                                          |
| ---- | --------------------- | ---------------------------------------------------------------------------------- |
| 2018 | «Не переживай»        | - Выпущен: 3 января 2018 - Формат: цифровая дистрибуция - Лейбл: Zoloto            |
| 2019 | «8 месяцев в Вегасе»  | - Выпущен: 5 апреля 2019 - Формат: цифровая дистрибуция - Лейбл: Universal Music   |
| 2020 | «Все вернётся»        | - Выпущен: 4 декабря 2020 - Формат: цифровая дистрибуция - Лейбл: Universal Music  |
| 2022 | «Live at Moscow 2021» | - Выпущен: 16 сентября 2022 - Формат: цифровая дистрибуция - Лейбл: We are communa |
| 2024 | «Перевоплотиться»     | - Выпущен: 20 сентября 2024 - Формат: цифровая дистрибуция                         |

### Синглы
| Год  | Название              | Подробнее                                                                         |
| ---- | --------------------- | --------------------------------------------------------------------------------- |
| 2021 | «Грустно на афтепати» | - Выпущен: 10 декабря 2021 - Формат: цифровая дистрибуция - Лейбл: We are communa |
| 2022 | «непроизошло»         | - Выпущен: 7 октября 2022 - Формат: цифровая дистрибуция - Лейбл: We are communa  |
| 2022 | «Вот и всё»           | - Выпущен: 2 декабря 2022 - Формат: цифровая дистрибуция - Лейбл: We are communa  |
| 2023 | «О будущем»           | - Выпущен: 17 мая 2023 - Формат: цифровая дистрибуция - Лейбл: We are communa     |